# ماجد نواز
ماجد عثمان نوّاز (بالإنجليزية: Maajid Nawaz)، ولد في 2 تشرين الثاني 1977م. هو ناشط وسياسي بريطاني، كان المرشح البرلماني عن الحزب الليبرالي الديمقراطي لمنطقة هامبستيد وكيلبورن الانتخابية في لندن في الانتخابات العامة لعام 2015م. هو أيضاً مؤسس جمعية كويليام وهي مؤسسة فكرية لمكافحة التطرّف، تسعى إلى تحدي أقاويل المتطرّفين الإسلاميين. ولد نوّاز في ساوثند أون سي، إسكس لأسرة باكستانية بريطانية، وهو عضو سابق في الجماعة الإسلامية «حزب التحرير»، هذه الجمعية أدت إلى اعتقاله في مصر في كانون الأول 2001م، ظل معتقلاً حتى عام 2006م.
غادر حزب التحرير في عام 2007م ونبذ ماضيه المتشدد وبدأ يدعو إلى «الإسلام العلماني». بعد هذا التحول شارك نوّاز في تأسيس كويليام مع الإسلاميين السابقين مثل إد حسين. نشر سيرته الذاتية في كتابه راديكال الذي نشر في عام 2012م، ومنذ ذلك الحين أصبح ناقداً بارزاً للإسلاميين في المملكة المتحدة. وهو مساهم منتظم في كتابة المقالات كما أنه محاور ومعلق عام. قدم وجهات نظره حول التطرّف أمام مجلس الشيوخ الأمريكي ولجنة الشؤون الداخلية في المملكة المتحدة خلال تحقيقهم بأصل التطرّف الراديكالي. وهو كاتب أسبوعي في موقع ذا دايلي بيست، كما يستضاف برنامجه الأسبوعي الإذاعي كل سبت وأحد في تمام الساعة الثانية عشرة؛ نشرت كتاباته في العديد من الصحف العالمية مثل ذا نيويورك تايمز، والغارديان، وفاينانشال تايمز، وذا ديلي ميل، ومجلة وول ستريت. كما ظهر في العديد من البرامج الحوارية مثل لاري كينغ لايف، وبي بي سي هارد توك، وتشارلي روز، و60 دقيقة، عدة برامج مع المحاور بيل ماهر. وألقى عدة محاضرات في جامعة لندن وجامعة ليفربول، وأجرى حوارات في أكاديمية الدفاع البريطانية ومركز مارشال للدراسات الأمنية.
في حزيران 2014م أصبح نوّاز شريكاً فخرياً للجمعية الوطنية العلمانية، ونشر كتابه الثاني «الإسلام ومستقبل التسامح» في عام 2015م الذي شارك في تأليفه عالم الأعصاب الأمريكي سام هاريس.

## الخلفية
ولد نوّاز في ساوثيند أو سي في إسكس، لأبوين من أصل باكستاني؛ والدته «آبي» عرفت بأنها امرأة ليبرالية محبة للأدب، انتقلت عائلتها إلى ساوثيند أون سي عندما كانت في التاسعة من عمرها؛ والده «مو» مهندس كهربائي كان يعمل في البحرية الباكستانية لكنه اضطر إلى المغادرة لأسباب طبية بعد أن أصيب بالسل، عمل مو في وقت لاحق لمحموعة ديوان في إسلام أباد في باكستان، حيث فاز في محاكمة قضائية ضد صاحب العمل الذي حظر نقابات العمال. بعد انتقاله إلى المملكة المتحدة، عمل مو لصالح شركة نفطية في ليبيا وتنقل بين ليبيا والمملكة المتحدة حتى تقاعده، يملك ماجد أخ أكبر منه وأخت أصغر منه وفي كتاب راديكال الذي ذكر فيه قصته الشخصية يشير إلى أخيه باسم عثمان.
تلقى نوّاز تعليمه في مدرسة ويستكليف الثانوية للذكور، وهي مدرسة ثانوية في ويستكليف أون سي، إحدى ضواحي ساوثند؛ في وقت لاحق درس ماجد القانون واللغة العربية في مدرسة الدراسات الشرقية والإفريقية وحصل على درجة الماجيستير في النظرية السياسية من كلية لندن للاقتصاد. في سن الـ 21، تزوج من ربيعة أحمد زميلته في حزب التحرير، ولهما ابن اسمه عمار؛ عندما قرر نوّاز ترك حزب التحرير حصلا على الطلاق.
في عام 2014م تزوج من رايتشيل ماغارت وهي فنانة وكاتبة من الولايات المتحدة الأمريكية وتعمل في معرض فني في لندن. في شباط 2017م حصل نوّاز وماغارت على أول طفل لهما وسمياه جبريل.
نوّاز بارع في ثلاث لغات: العربية والإنكليزية والأوردو.

## الآراء

### الأمن وحقوق الإنسان
عارض نوّاز التمييز العرقي للمسلمين، والاحتجاز خارج نطاق القضاء للمشتبه في أنهم إرهابيون، والتعذيب، والقتل، والاغتيال، وضربات الطائرات بدون طيار. كما عارض نوّاز قانون الإرهاب لعام 2000م، الذي تم بموجبه احتجازه سابقاً، ودعا إلى ضرورة التمثيل القانوني لأي محتجز بالإضافة إلى الحق في التزام الصمت. وفي محاضرة ألقاها في مركز مارشال الأوروبي للدراسات الأمنية اقترح إعادة النظر في النهج التاريخي لحكومة المملكة المتحدة في التعامل مع الإرهاب، ودعا إلى استجابة أكثر دقة لمعالجة الأيديولوجيا الإسلامية دون خرق الحريات الأساسية للمواطنين [30]. ووفقاً لهذا يجب ألا يجرد الأمن المواطنين من حقوقهم المدنية. كان نوّاز من بين 12 مستشاراً في حكومة المملكة المتحدة، كتب في عام 2009م رسالة مفتوحة إلى رئيس الوزراء آنذاك جوردون براون يطلب فيها منه محاسبة إسرائيل على هجماتها على غزة. كما يعارض حركة حماس التي يعتبرها إرهابية.
في أعقاب هجوم سان بيرناردينو في عام 2015م، وفي نقاش حول عملية التمييز، شرح نوّاز رأيه بأن التمييز العنصري أو الديني هو «إجراء فظيع» و«لا يمنع الإرهاب»؛ كتب أيضاً:
• إذا بدأنا في التعامل بتمييز مع الأشخاص ذوي الملامح من الشرق الأوسط أو أصحاب البشرة البنية، فسيقوم الإرهابيون ببساطة بتجنيد مسلمين من أصحاب البشرة البيضاء من القوقازيين، مثل الأخوة تسارنايف الذي قاموا بعملية إرهابية في ماراثون بوسطن. في الواقع، تحاول القاعدة استخدام أفكارنا المسبقة ضدنا منذ سنوات عديدة، ولهذا السبب قام أسامة بن لادن بتجنيد جيش من الإرهابيين ذوي البشرة البيضاء.
• إذا قررنا التعامل بتمييز مع الرجال فسيقوم الإرهابيون بتجنيد النساء، كما فعل الشيشان مع أراملهم...؛ مما يثير الدهشة أن الإرهابيين الذكور ارتدوا ثياب نساء لتجنب إلقاء القبض عليهم.
• إذا بدأنا بتمييز البالغين والشبان، سيقوم الجهاديون بتدريب الجدات والحيوانات على القيام بالتفجيرات الإرهابية.

#### التعامل مع التطرف
في مقال نشرته صحيفة فاينانشال تايمز، يقول نوّاز: «إن الجهاد لم يعد يعتمد على المنظمات لأنه أصبح حملة دعائية وعلامة تجارية؛ والعلامات التجارية تولد أتباعها بدون الحاجة إلى قيادة». ويقول أنه «مثلما تستثمر بريطانيا في حملات التدخل المبكر في مجال تعاطي المخدرات أو الصحة الجنسية، يجب أن تستثمر في مجال تحدي وكشف التطرّف في المرحلة التي تسبق تحوله إلى إرهاب». وفقاً له، يجب على المجتمع بناء علامة تجارية منافسة من خلال الالتزام بقيمها وأفعالها المعاكسة للمتطرّفين؛ كما حذر من النهج غير الليبرالي المتمثل في السعي إلى صلاحيات جديدة لاعتراض الاتصالات أو حظر الجماعات اللاعنفية وأكد على أن الليبرالية ستقتل الشمولية بهدوء؛ ونادى نوّاز بمجتمع مدني يتصدى للتطرّف كما كان ضد العنصرية وكره المثلية، وقام بالعديد من المبادرات الشعبية وتحويل التطرّف إلى أمر ممنوع ومحرم.

### الإسلام، التطرّف وعدم التطرّف

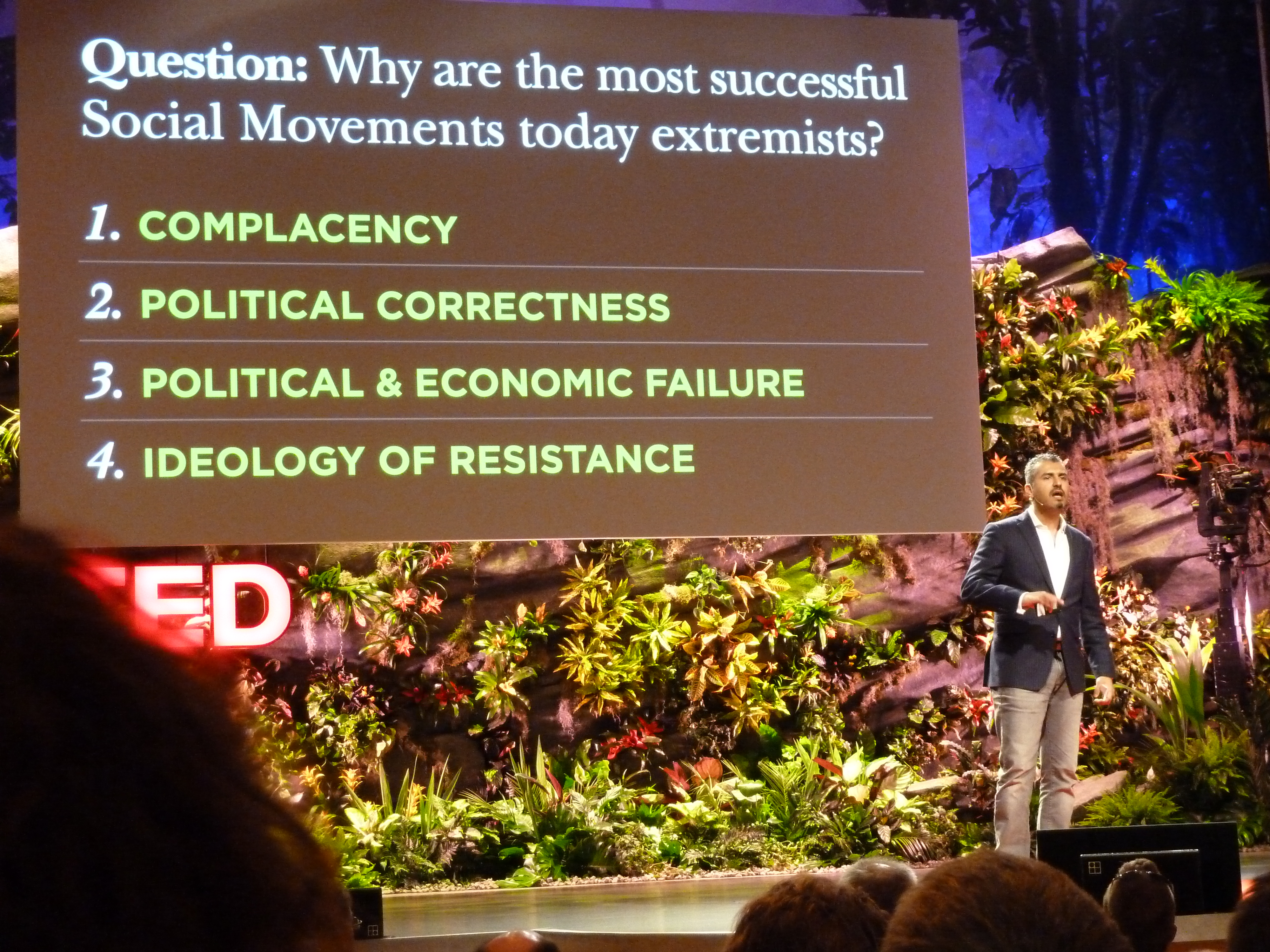
نواز في أحد ندوات تيد عن «ثقافة عالمية لمكافحة التطرف»

```
من وجهة نظر نوّاز، يتحرك 
المجتمع
 من حقبة الدول القومية 
والعولمة
، حيث يتم تحديد الهوية من خلال الانتماءات والولاءات الوطنية 
والمواطنة
، إلى «عصر السلوك» حيث يتشكل السلوك من خلال الأفكار حول الوطنية والولاء.
[
35
]
```

يعتقد نوّاز أن الحركات الاجتماعية عبر الوطنية اليوم سواء كانت فاشية جديدة أوروبية أم إسلامية، متطرّفة بطبيعتها؛ وقد تم التخلي عن الديمقراطية التي يطمح إليها جميع سكان العالم.
ينتقد نوّاز فكرة الصحة السياسية، ويعتقد أن الديمقراطيين مترددين في تأكيد عالمية المعايير الديمقراطية؛ كما يشير إلى أن الفشل السياسي للعديد من الدول في العالم الإسلامي هو أهم العوامل في ذلك. وفقاً لنوّاز، هناك غياب للديمقراطية في العديد من الدول ذات الأغلبية المسلمة، مما يعني أن أحزابهم الديمقراطية غالباً ما تجد نفسها تتنافس مع الأحزاب غير الديمقراطية بما فيها الأحزاب الداعمة للجيش. كما يعتبر الفشل السياسي للأحزاب الديمقراطية بمثابة فشل للديمقراطية نفسها في العالم الإسلامي.
وفقاً لنوّاز، فإن جميع الحركات الاجتماعية تتكون من بعض العناصر الأساسية، ومن أجل تحدي أي حركة، يجب استبدال عناصرها ببدائل أفضل. العناصر الأربعة هي:
• الأفكار: الأسباب التي يؤمن بها الشخص، على سبيل المثال: إقامة الخلافة العالمية.
• الأقاويل/ الإشاعات: تقنيات الإعلان المتبعة لبيع الأفكار وتسويقها مثل: «الغرب في حالة حرب دائمة مع الإسلام».
• الرموز: كالأيقونات، أو الأعلام، أو الشعارات، أو الملابس، إلخ.
• القادة: هم الأشخاص الذين يجسدون الفكرة التي يتم تسويقها.
في مقال لصحيفة ديلي ميل - Daily Mail-، يدعي نوّاز أن الفصل الذاتي قد أوجد مجتمعات مسلمة في لندن حيث يكبر الجيل الثالث من المراهقين دون وجود أصدقاء غبر مسلمين أو أصدقاء من الجنس الآخر. ويقول أيضاً أن حياتهم تدور حول المدارس الدينية والمساجد والأنشطة الإسلامية الخارجة عن المناهج العلمية الحديثة، بالإضافة إلى تركيزهم على الأحداث الثقافية التي ينخرط فيها أفراد المجتمع المسلم فقط. كما يجادل بأن مثل هؤلاء المراهقين عرضةٌ للتأثر بعالمهم البسيط وعقيدتهم الخاصة، دون اختبار تعقيدات الحياة العصرية. على المستوى الفردي، يحدد نوّاز طريق الشخص نحو التطرّف بأربع مراحل رئيسية: الظلم، أزمة الهويّة، التّجنيد الإجباري، والأيديولوجيّا؛ حيث تقوم مظاهر الظلم التّي يتعرّضون لها بتشكيل أزمة هويّة لهم، ويستغل المتطرّفون هذه الأزمة لتجنيدهم في منظّمة إسلاميّة تزرع أيديولوجيتها في عقولهم من أجل غايات خبيثة.
اقترح نوّاز حلاً متمثلاً ببناء حركات ديمقراطية عالمية شبابية تطغى على السياسة، تدعو للديمقراطية الحضارية. ويشير إلى أنه في الوقت الذي يصنع فيه الإسلاميون جيلاً إسلامياً، لا يقوم الديمقراطيون في العالم الإسلامي بأي شيء؛ ويضيف «لا يوجد أي شيء ليحلم به الديمقراطي الإسلامي الشاب، ولا يوجد أي زعيم ديمقراطي له مناصرين، ولا توجد أي رمزية أو صورة للديمقراطيّة يمكن أن يعجب بها أحد». ويستشهد نوّاز بملالا يوسفزي كرمز للديمقراطية الناجحة وصورة للمرأة التي تحفظ حقوقها، لكنه يؤكّد على ضرورة وجود المزيد من الرّموز التي يمكن للشّباب أن يتخذوها قدوة لهم.

#### تعريف الأسلمة
يعرّف نوّاز الأسلمة على أنها رغبة في فرض أي تفسير للإسلام على المجتمع. ويشير إلى أن الأسلمة تشبه الشيوعية التي سبقتها من حيث التطبيق حيث تأتي في عدة أشكال: مثل المنظمات كجماعة الإخوان المسلمين الذين يقولون بأنهم يريدون العمل في إطار ديمقراطي من أجل تعزيز أجندتهم، أو مجموعات مثل حزب التحرير التي هي في الحقيقة مجموعة ثورية تسعى للوصول إلى السلطة عن طريق الانقلابات العسكرية، أو جماعات متشددة مثل القاعدة وتنظيم داعش اللذين يمارسان الإرهاب العسكري مباشرة.

### الجهاد والدولة الإسلامية
في مقال لمجلة وول ستريت - Wall Street Journal-، ذكر نوّاز أن الجهاديين من جميع الأنواع يسعون إلى خلق الفتنة «عن طريق تحريض المسلمين ضد غير المسلمين في الغرب، والمسلمين السّنة ضد المسلمين الشّيعة في الشّرق». ويقول بأنّ الدّولة الإسلاميّة في العراق والشام (داعش) ظهرت من أجل التّحريض على صراع الحضارات، ولكن يمكننا تجنّب هذا الصّراع من خلال فهم أيديولوجيا الإسلام الحقيقيّة والتّفريق بين الجّهاديّين والمسلمين المعتدلين. كما أنه استبعد رأي البابا فرانسيس حول هجمات باريس حين قال «إنّ هذه الهجمات هي بداية الحرب العالميّة الثالثة»، مشيراً إلى أنّنا لا نواجه حرباً عالميّةً أُخرى بل تمرّداً جهاديّاً عالميّاً. ووفقاً له فإنّ التّمرّد يختلف عن الحرب التّقليديّة في أنّ المتمرّدين يعتمدون على مستوى معيّن من الدعم من الجّماعات التي تدعمهم؛ وبما أنها حركة تمرّد، فإنّ استراتيجيّة مكافحة التّمرّد يجب أن يكون لها رسالة وحرب نفسيّة لحسم الأمور، وذلك بهدف عزل المتمرّدين عن مجتمعاتهم المضيفة. أيّد نوّاز فكرة التّحالف الدّولي ضد داعش، الذي تقوده بعض القيادات العربيّة المسلمة السّنيّة وبعض الرّؤوس في القوّات الخاصّة الدّوليّة.

### حرية الكلام والتجديف
يشير نوّاز في مقالته حول التّجديف، إلى أنّ جميع الأنبياء والمصلحين كانوا ليغضبوا لو شاهدوا التّعليمات الإسلاميّة المحرّفة اليوم، وأنّ معاداة التشدد الديني هو السبيل الوحيد للتّقدّم. أعرب عن أسفه لإحياء جوّ التّجديف ولعدم استعداد المستشرقين الجدد للدّفاع عن المثل العليا لحريّة التّعبير. كما انتقد مصطلح «كراهيّة الإسلام»، الذي وبحسب قوله «كمّامة على الأفواه لمنع التعبير بحريّة وكدرع للاختباء من النقد البنّاء».
انتقد نوّاز وعد إد ميلباند في حملته الانتخابيّة في عام 2015م وهو «حظر رهاب الإسلام»، واعتبره وعد غير ليبرالي. في مؤتمر الديمقراطيّين الليبراليّين في ليفربول في عام 2015م، تم قبول أحد اقتراحات نوّاز في مجال حريّة التعبير. كما نشر نوّاز فيديو لدعم المدوّن السّعودي الليبرالي المسجون رائف بدوي الذي حكم عليه بالسجن بالإضافة إلى 1000 جلدة من قبل الحكومة السّعودية بتهمة الارتداد، وذلك بسبب موقفه من حريّة التّعبير؛ يعارض نوّاز فرض حظر على المنظمّات الإسلاميّة مثل حزب التّحرير، ويصرّ على وجوب تحدّي أفكارها ودحضها بدون إسكات أصواتهم. وهو يؤيد مبدأ «التّسامح القانوني والتعصّب المدني» في التّعامل مع مثل هذه القضايا.

### النسبية الثقافية
كما يلقي نوّاز اللوم على السّياسات المضلّلة في التّسعينيّات التي أنتجت أحياء أحاديّة الثقافة؛ ووفقاً له، فإن هذه السّياسات سمحت لقادة المجتمع غير المنتخبين بالتّحدّث بالنيابة عن بقيّة المجتمع، وكتم أصوات من يسمّيهم "بأقليّات الأقليّات" مثل المسلمين من ذوي الميول الجنسية المثليّة أو الثنائية، والمسلمات الداعمات لحركة النسويّة، إلخ". كتب نوّاز أن الليبرالية يجب أن تبحث عن الفرد وليس عن الصّورة النمطية التي يظهر فيها المجتمع الذي ينتمي إليه الفرد.
استشهد الكاتب نيك كوهين في أحد مقالاته بنقد نوّاز لدور اليسار في إسكات صوت أقليّات الأقليّات:
صاغ نوّاز مصطلح «اليسار الرجعي» للدلالة على اليساريين الغربيين الذين يعتقدون أنه من أجل مصلحة السياسة و«احترام الثقافات» يمكن التحجج بأعذار واهية، وتقديم إغراءات كاذبة، وحتّى التشجيع على بعض الأفكار غير الليبراليّة بشكل سلبي.

### القومية والحركات اليمينية المتطرفة
وفقاً لنوّاز، فإن القومية تعوق الكفاح ضدّ التطرّف الإسلامي، ويجب على الدول الديمقراطية تبنّي نظرة وطنيّة للتغلّب على هذا التحدّي. كما يصف القوميّة بأنها أيديولوجيا غير مناسبة كانت السبب بحربين عالميّتين؛ كما دعا إلى نموذج مواطنة قائم على الانتماء بدلاً من العرق أو الدّين. نوّاز أيضاً من المنتقدين للحركات اليمينية المتطرّفة التي ظهرت في أوروبا، ويتهمها بدعم نظرة الاحتقار للمسلمين العاديين. كما يقول أن كل الأطراف للأسف وصلوا إلى مرحلة لا مهرب منها وهي استحالة التعايش بين المسلمين وغير المسلمين في أوروبا. واقترح نوّاز التأكيد على الليبرالية التي يمكن أن تنقذ الوضع كحل لهذه المشكلة.
في مقابلة مع سي إن إن - CNN-، أدان نوّاز تصريحات ترامب حول منع المسلمين من دخول الولايات المتحدة الأمريكية، وأوضح أنه عندما يشحن الزعماء أنصارهم بوعود خُلبيّة بعالم مثالي ثم يفشلون في تحقيق هذه الأحلام الورديّة، فإن الأنصار سيحاولون تنفيذ الوعود بأيديهم؛ بمعنى آخر وضح نوّاز فكرته حيث بين لنا أنه عندما يفشل ترامب في تحقيق الحلم بأمريكا المثالية، «سينتهي الأمر بأنصاره بالانضمام للجماعات الفاشيّة أو اليمينيّة المتطرّفة، ويبدؤون بتصفية 8 ملايين مسلم في الولايات المتحدة الأمريكيّة».

## النشاط الإسلامي

### منظمة حزب التحرير
شعر نوّاز بالعنصرية أثناء نشأته، سواء كانت بين زملاء المدرسة أو عصابات الشوارع أو حتى الشّرطة، وشعر بانقسام وضياع بين هويّتيه الباكستانيّة والبريطانيّة، مما كان دافعاً له للبحث عن هويّته الخاصّة.
تم تعيين شقيقه الأكبر، الذي يُلقّب عثمان، في حزب التحرير على يد نسيم غاني، الذي أصبح فيما بعد رئيساً لحزب التّحرير في المملكة المتحدة البريطانيّة. لاحقاً أقنع عثمان أخبه نوّاز بحضور اجتماعات حزب التّحرير التي كانت تقام في منازل ساوث إند؛ في تلك الاجتماعات تم عرض بعض الفيديوهات على المجنّدين، صورت الفيديوهات عمليّات ذبح المسلمين البوسنيّين؛ بغياب هويّته الخاصة أصبحت هذه الفيديوهات حافز ليتمسك بالهويّة الإسلاميّة وللعمل مع حزب التحرير.
بينما كان طالبا في كلية نيوهام، ثم في مدرسة الدراسات الشرقية والإفريقية، ارتقى نوّاز بسرعة وتجاوز الكثير من الصفوف بتفوق ملحوظ، في سن السابعة عشرة كان يجنّد طلاب من جامعة كامبريدج، وعندما أصبح في التاسعة عشرة كان يملك اسماً وصيتاً خامّين بين قياديّي جبهة التحرير في المملكة المتحدة، ثم أصبح متحدثاً وطنيّاً وموظفاً دوليّاً لحزب التحرير، كما سافر إلى باكستان والدنمارك لنشر أيديولوجيا الحزب وتشكيل الخلايا التنظيميّة.

### السجن في مصر
كجزء من دراسة البكالوريوس في الحقوق واللغة العربية، أمضى نوّاز سنة إجبارية في الخارج في مصر، ووصل قبل يوم واحد من أحداث 11 أيلول. بعد حظر المنظمات الإسلامية السياسيّة مثل حزب التّحرير في مصر، تم اعتقال نوّاز واستجوابه في الاسكندرية من قبل جهاز الأمن المصري؛ مثل معظم السجناء الأجانب لم يتعرّض نوّاز للتّعذيب، لكنّه واجه خطر التّعذيب أثناء الاستجواب وشهد تعذيب السّجناء الآخرين.
تم نقله لاحقاً مع السجناء الأجانب الآخرين كإيان نيسبت ورضا بانكهورست إلى سجن طرة، حيث تم تقديمه للمحاكمة. مثّله في المحاكمة صادق خان، كانت نتيجة المحاكمة السجن لخمس سنوات؛  ولكن بسبب تبنّي منظمة العفو الدولية لنوّاز لأنه سجين رأي، تم تسريع الإجراءات، وضمان عودته إلى لندن.

### الإحباط والخروج من حزب التحرير
أثناء احتجازه في سجن طرة، تعرّف نوّاز على مجموعة كبيرة من المسلمين بأيديولوجيّات مختلفة: جهاديون وإسلاميّون وعلماء المسلمين ومسلمون ليبراليون.
وكان من بين الجهاديين أعضاء من التنظيم الإرهابي «الجماعة الإسلاميّة»، ومغتالي الرئيس السابق أنور السادات؛ من بين الإسلاميين الموجودين بالسجن، التقى بالدكتور عصام العريان المتحدث باسم الإخوان المسلمين، كما قام بعدة مباحثات مع محمد بديع، الذي قام في شبابه بتهريب نسخة من كتاب سيد قطب المعروف باسم «معالم في الطريق» إلى خارج السجن، وحرص على نشره.
واصل نوّاز دراسته الإسلامية عن طريق لقاء علماء المسلمين ومجالسة خرّيجي جامعة الأزهر ودار العلوم. تخصّص في اللغة العربية أثناء دراسته للمدارس التاريخية الإسلاميّة، مصادر الفقه الإسلامي، تاريخ الحديث النبوي، وفن قراءة القرآن. كما حفظ نصف القرآن الكريم عن ظهر قلب.
من الناحية الليبرالية، صادق نوّاز الكاتب وعالم الاجتماع سعد الدين إبراهيم كما استفاد من صداقة السياسيّ المصريّ المسجون أيمن نور الذي كان رئيساً لحزب الغد الليبرالي، وصاحب المركز الثاني في انتخابات عام 2005م.
النظرة العالميّة لرحيل نوّاز عن حزب التحرير، أنه جرى ببطء؛ وحسب وصف نوّاز فإن أحد أهم الأسباب في ذلك هو أنّه أدرك أنّه كان يسيء إلى دينه الإسلاميّ من أجل مشروع سياسيّ «الإسلام السياسي». وبمجرّد أن استطاع التّمييز بين الإيمان والأيديولوجيا لم يعد يشعر بالذنب بسبب انتقاده لنظام سياسي مستوحى من العصور الوسطى.
في مقابلة مع الإذاعة الوطنيّة العامّة - National Public Radio- أوضح نوّاز أنه بالإضافة إلى التفاعلات التي شارك فيها بالسجن، كان لرواية جورج أورويل مزرعة الحيوان –Animal Farm- دوراً كبيراً في التحول الذي طرأ على حياته وأفكاره.

## النشاط المناهض للمتطرفين
بعد الانتهاء من فترة سجنه في مصر، عاد نوّاز إلى المملكة المتّحدة في عام 2006م. وفي عام 2007م، استقال من حزب التحرير واستأنف دراسة البكالوريوس في مدرسة الدراسات الشرقية والإفريقية.
بعد ترك حزب التحرير، أسس نوّاز وتعاون مع مؤسسة كويليام، وهي مؤسسة فكرية لمكافحة التطرّف. بصفته مديراً لهذه المؤسسة يحضر نوّاز العديد من المؤتمرات والفعاليات التي تنظمّها الإدارات الحكومية والأمنيّة، ومراكز الأبحاث، والمؤسسات الإعلامية، والمنظمات غير الحكوميّة، والأوساط الأكاديميّة.
في أحد أحداث الحكومة أو الدوائر الأمنية، خاطب نوّاز لجنة الأمن الداخلي بمجلس الشّيوخ الأمريكي حول موضوع التطرّف الإسلامي. كما تحدّث خلال مؤتمر «تحدّي السيادة» الذي نظّمته قيادة العمليات الخاصة بأمريكا حول ضرورة تجاوز استعمال العنف والوصول إلى استراتيجيّات أفضل لمكافحة التطرّف.
على الإذاعة، قدّم نوّاز برنامج –Lent Talks- على قناة –BBC Radio 4- في آذار 2010م. أما على التلفزيون، ظهر في الكثير من البرامج الحوارية، بالإضافة إلى العديد من النقاشات في برنامج «الأسئلة الكبرى» –The Big Questions- حول حقوق الإنسان، والحقوق الدينيّة والتسامح. في السياسة، عقد نوّاز اجتماعات مع مختلف رؤساء الدول بما في ذلك جورج دبليو بوش وتوني بلير.
لعب نوّاز دوراً رئيسياً في خروج تومي روبنسون من رابطة الدفاع الإكليزية اليمينية المتطرفة -EDL-، والتي كان روبنسون مؤسسها. التقى نوّاز بروبنسون في عام 2013م أثناء تصوير الفيلم الوثائقي (عندما قابل تومي مو)-When Tommy met Mo- لهيئة الإذاعة البريطانيّة، والتقى لاحقاً مع كيفين كارول أحد زعماء مؤسسة -EDL-.
قصة نوّاز الشخصيّة عن التراجع عن التطرّف الإسلامي، وعمله المناهض للتطرّف في مؤسسة كويليام، شجع روبنسون وكارول على هجر EDL. في وقت لاحق، اعتذر روبنسون للمسلمين عن الخوف الذي شعروا به نتيجة نشاطات -EDL-. أشادت كويليام بهذه الخطوة واعتبرتها نجاحاً هامّاً في العلاقات المجتمعية في المملكة المتّحدة، واستمراراً لمكافحة جميع أنواع التطرّف، بما في ذلك الإسلاميّة والنازية الجديدة.
في مذكراته، ادّعى روبنسون أن كويليام دفعت له 2000 جنيه استرليني في الشهر مقابل استقالته. في حين ردّ متحدّث باسم كويليام بأن روبنسون لم يكن قط على جدول رواتب كويليام، إلا أنه تقاضى أجراً مقابل أعماله مع الدكتور أسامة حسن المرتبطة بالتواصل في المجتمعات الإسلاميّة.
في عام 2011م، اتّصل مدير النشر في - Ebury Publishing- بعد حلقة من برنامج تيد توك –TED Talk-. نتج عن ذلك نشر السيرة الشخصية الذاتية لنوّاز «راديكال» بواسطة - Ebury's imprint W.H. Allen- في عام 2012م؛ النسخة الأمريكية «راديكال: رحلتي للخروج من التطرّف الإسلامي» - Radical: My Journey out of Islamist Extremism- في عام 2013م.

### مؤسسة خوذي لباكستان
شارك نوّاز في تأسيس مجموعة ناشطة في باكستان تدعى «خوذي»، مستخدماً معرفته بتكتيكات التوظيف من أجل مكافحة التطرّف. الهدف من «خوذي» هو التواصل مع المسلمين من أجل تحدي الإشاعة التي تقول أن «الغرب والدول غير المسلمة تعمل على سحق الإسلام، وأن الملاذ الآمن الوحيد للمسلمين هو الخلافة الإسلامية». في كانون الثاني 2014م، استقال نوّاز من خوذي لأن ترشّحه للرلمان البريطاني لا يتفق مع رؤية وأهداف خوذي.
في عام 2009م، قام طاقم نوّاز وفريق الأمن التابع لهيئة الإذاعة البريطانيّة -BBC- بجولة لمكافحة التطرّف، حيث تحدّث نوّاز في أكثر من 22 جامعة ووظّف طلاب من جميع أنحاء باكستان.
في عام 2010، كتب نوّاز سلسلة من المقالات لصحيفة - The Express Tribune- الإنكليزية الباكستانيّة اليوميّة، كجزء من هذه الحملة.

## المسيرة السياسية

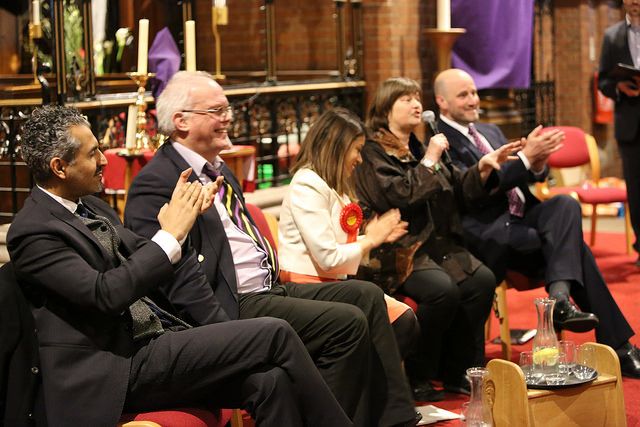
نواز (على اليسار) مع المرشحين الآخرين ن دائرة هامبستيد وكيلبورن الانتخابية في شمال لندن

### مرشح الحزب الليبرالي الديمقراطي
تم اختيار نوّاز في تموز 2013م لتولّي منصب مرشّح الحزب الليبرالي الديمقراطي عن دائرة هامبستيد وكيلبورن الانتخابية في شمال لندن؛ حيث جاء في المركز الثالث.
زار نوّاز كلا طرفيّ النزاع الإسرائيلي الفلسطيني مع وفد الأحرار الديمقراطيين في إسرائيل، في أيلول 2013م، مُنح نوّاز وفريقه جائزة - Dadabhai Naoroji- لدعم (العرق الأسود، الآسيويين، الأقليات العرقية)، وقد قدّم الجائزة عضو الحزم تيم فاروق. وفي نفس العام تم إدراج نوّاز في قائمة –Daily Telegraph- لأكثر 50 شخصية ليبرالية ديمقراطية تأثيراً.

## يسوع وكرتون مو
في عام 2014م، تلقّى نوّاز تهديدات بالقتل بعد أن قام بتغريد كارتون يسوع و «مو» رداً على إهانة للنبي محمد[97]. قرر نوّاز أن يغرّد الكارتون هذا بعد أن قام برنامج -BBC- بالتركيز على قميص أحد المتابعين الذي يحوي رسوماً كاريكاتوريّة مهينة للنبي محمد. دعا السياسي المحترم جورج غالاوي المسلمين عبر تغريدة، إلى عدم التصويت للديمقراطيين الليبراليين طالما أن نوّاز أحد مرشّحيهم. بحلول 24 كانون الثاني تلقى القائد الليبرالي الديمقراطي نيك كليغ عريضة موقّعة من 20000 شخص تطالب بإزالة ماجد نوّاز من قائمة مرشّحي الحزب. نفى منظمو العريضة أي صلة مع الليبرالي الديمقراطي محمد شفيق الذي انتشرت شائعات بأنه وراء هذه العريضة ونفوا قصة التهديد بالقتل. في 26 كانون الثاني، دافع كليغ عن حق نوّاز في التعبير عن رأيه بحريّة، وقال «إن تهديدات القتل غير مقبولة».

## مزاعم مركز قانون الحاجة الجنوبي
في تشرين الأول 2016م، اتّهم مركز قانون الحاجة الجنوبي الأمريكي -SPLC- نوّاز بأنه «متطرف مناهض للمسلمين». كتبت مؤسسة -Lantos- لحقوق الإنسان والعدالة رسالة عامة إلى -SPLC- تحثّها على سحب هذه الادعاءات[107] ؛ في 23 تموز 2017م أعلن نوّاز عن عزمه لرفع دعوى تشهير ضد -SPLC- من خلال حلقة من برنامج –Real Time with Bill Maher-. في حزيران 2018م، اعتذرت -SPLC- ودفعت مبلغ 3.375 مليون دولار إلى نوّاز وكويليام «لتمويل أعمالهم في مكافحة التّعصّب والتطرّف ضد المسلمين».
كجزء من التسوية، قدم ريتشارد كوهين رئيس -SPLC- اعتذاراً مصوّراً، وأصدر البيان التالي حول نوّاز وكويليام:
«لقد كان مركز قانون الحاجة الجنوبي مخطئاً من خلال تضمين ماجد نوّاز ومؤسسة كويليام في دليلنا الميداني للمتطرّفين المناهضين للمسلمين. وبعد أن نشرنا الدليل الميداني، أخذنا الوقت الكافي للقيام بالمزيد من الأبحاث، وقمنا بالتشاور مع المدافعين عن حقوق الإنسان. لقد وجدنا أن السيّد نوّاز وكويليام قد قدّما مساهمات قيّمة وهامّة للنقاشات العامة. بما في ذلك تعزيز التعدّدية وإدانة كل من التعصب ضد المسلمين والتطرّف الإسلامي، على الرغم من أننا قد يكون لدينا خلافاتنا مع بعض مواقف السيّد نوّاز. إن السيد نوّاز ومؤسسة كويليام بالتأكيد لسا متطرفين معاديين للمسلمين، ونودّ أن نعرب عن خالص اعتذارنا للسيّد نوّاز، كويليام، وقرّائنا، عن هذا الخطأ؛ ونتمنى للسيد نوّاز وكويليام كل الخير».
نصت الاتفاقية على أن اعتذار -SPLC- كان سيظهر بشكل بارز على صفحات مختلفة على مواقع الإنترنت، وكذلك سيوزَّع على كل العناوين البريدية الالكترونية.

## الأعمال
الكتب
- راديكال: رحلتي للخروج من التطرّف الإسلامي
- الإسلام ومستقبل التسامح

المقالات والمساهمات
- مناقشة حرب الأفكار
- التجديف

## روابط خارجية
- ماجد نواز على موقع IMDb (الإنجليزية)
- ماجد نواز على موقع ميوزك برينز (الإنجليزية)
- ماجد نواز على موقع ديسكوغز (الإنجليزية)
- ماجد نواز على موقع قاعدة بيانات الفيلم (الإنجليزية)